# Мемуары французского двора за 1688—1689 годы
«Мемуары французского двора за 1688—1689 годы» (фр. Memoires de la Cour de France pour les annees 1688 et 1689) — историко-мемуарное произведение на французском языке, впервые изданное в 1731 году и традиционно приписываемое Мари Мадлен де Лафайет.
«Мемуары» рассказывают о войне за пфальцское наследство, о жизни Людовика XIV и его двора, а также о свержении английского короля Якова II в ходе «Славной революции». Повествование хаотично и отрывисто, отдельные эпизоды почти или совсем не связаны друг с другом, так что «Мемуары» больше похожи на дневник. Существует мнение, что их автор вёл записи такого рода в течение всей жизни, но сохранилось далеко не всё.
В XVIII веке «Мемуары» оценивались достаточно высоко. Один из рецензентов пишет, что это «произведение, написанное с мастерством, изяществом и даже сердечностью, усеянное сходными с оригиналами портретами и занимательными историями».
Многие учёные считают гипотезу об авторстве мадам де Лафайет недостаточно обоснованной. При этом теоретически писательница могла создать «Мемуары», так как имела доступ к необходимым данным, а состояние её здоровья в 1690 году на время улучшилось. Местами «Мемуары» схожи по стилю с «Заидой» — романом, который тоже приписывают мадам де Лафайет.